# تومي اولسن
تومي اولسن (بالدنماركية: Tommy Olsen)‏ (8 مارس 1973 بالدنمارك - ) هو لاعب كرة قدم دانمركي في مركز الهجوم. لعب مع نادي نوردشيلاند وKøge Boldklub ‏ وبولدكلوبن فرم.

## وصلات خارجية
- تومي اولسن على موقع قاعدة بيانات كرة القدم.إي يو (الإنجليزية)
- تومي اولسن على موقع عالم كرة القدم.نت (الإنجليزية)